# Othón P. Blanco (Messico)
Othón P. Blanco è un comune del Messico, situato nello stato di Quintana Roo.